# Eshetu Tura
Eshetu Tura (amárico:  አሸቱ ቱራ; nascido em 19 de janeiro de 1950) é um ex-corredor de longa distância etíope. Ele é conhecido por conquistar a medalha de bronze nos 3000 metros com obstáculos nos Jogos Olímpicos de Verão de 1980.
Além disso, Tura foi medalhista de prata nesta modalidade no Campeonato Africano de Atletismo de 1979 e de ouro no Campeonato Africano de Atletismo de 1982. Também em 1982, foi medalhista de prata nos 5000 metros.
Após sua aposentadoria, Tura dedica-se como treinador de corrida com obstáculos de atletas da Etiópia. Também atendeu como treinador da atleta somali Samia Yusuf Omar, que acabou falecendo em 2012.

## Títulos
| Ano                  | Competição                               | Local                | Posição              | Evento                | Notas                |
| Representing Etiópia | Representing Etiópia                     | Representing Etiópia | Representing Etiópia | Representing Etiópia  | Representing Etiópia |
| -------------------- | ---------------------------------------- | -------------------- | -------------------- | --------------------- | -------------------- |
| 1979                 | Campeonato Africano de Atletismo de 1979 | Dakar, Senegal       | 2º                   | 3000 m com obstáculos | 8:31.4               |
| 1982                 | Campeonato Africano de Atletismo de 1979 | Cairo, Egito         | 2º                   | 5000 m                | 13:50.33             |
| 1982                 | Campeonato Africano de Atletismo de 1979 | Cairo, Egito         | 1º                   | 3000 m com obstáculos | 8:30.47              |